# Cigclisula verticalis
Cigclisula verticalis är en mossdjursart som först beskrevs av Maplestone 1910.  Cigclisula verticalis ingår i släktet Cigclisula och familjen Colatooeciidae. Inga underarter finns listade i Catalogue of Life.